# Альварадо, Алонсо де
Ало́нсо де Альвара́до Монта́йя Гонса́лес де Сева́льос и Мира́нда (исп. Alonso de Alvarado Montaya González de Cevallos y Miranda; 1500, Секадура, Вото — 1556, Лима, ныне Перу) — испанский конкистадор и полководец, кавалер Ордена Сантьяго, участник войн против Кисо Юпанки в 1536 году и против Диего де Альмагро, а также битв при Лас-Салинас в 1538 году, Чупас и Хакихауана.
В 1519—1521 годах принимал участие в завоевании Мексики под предводительством Эрнана Кортеса.
Затем в 1534 году участвовал в кампании Франсиско Писарро. Быстро завоевал доверие Писарро, который поручил ему руководство несколькими исследовательскими и военными экспедициями. Во время одной из экспедиций пересёк Амазонку, отправившись в 1535 году из Трухильо в Перу в область Чачапояс, где в 1538 году основал один из старейших городов Перу — Чачапояс, ныне административный центр региона Амасонас.
Как военачальник, отличился во время осады Лимы в 1536 году. Годом позже, 12 июля 1537 года, участвовал в проигранной битве со сторонниками Альмагро под Абанкай. 26 апреля 1538 года при Салинас взял в плен Диего де Альмагро, а 16 сентября 1548 года — его сына.
В 1552 году был назначен коррехидором Куско. В 1553 году в качестве судьи участвовал в рассмотрении дела о бунте Себастьяна де Кастильи. За год до смерти, 21 мая 1554 года, был разбит при Чукинге бунтовщиками во главе с Франсиско Эрнандесом Хироном.